# 山腳斷層
山腳斷層（英語：Shanchiao fault）是位於大台北地區的斷層，1939年由日本地質學家丹桂之助提出發現，為臺北盆地形成的主要因素。南起臺北盆地與林口台地交接處，自樹林向東北沿林口台地崖坡經蘆洲至關渡，再由北投穿越竹子湖經北磺溪河谷到達金山平原入海，陸域部分總長約35公里，根據2012年經濟部中央地質調查所進行的探勘，判定為過去10萬年內曾經活動過的第二類活動斷層。山腳斷層確認為正斷層，斷層上盤因臺北盆地陷落形成明顯的地層拖曳，斷層傾角約50至60度。
海域部分依台電最新調查，推測外海ST-I線形向陸域之延伸，可與山腳斷層相接。該線形在其海域調查範圍內長度至少40公里，估算山腳斷層總長度至少74公里，但斷層向東北方海域之延伸範圍仍待確認。

## 地質
依臺北盆地堆積晚更新世至今的沉積層，推斷山腳斷層至少在50萬年前即已開始活動，也因大屯山火山群噴發的大量火山岩，覆蓋於山腳斷層上，使得地表斷層地形不明顯。
依據中央地質調查所山腳斷層條帶地質圖幅，山腳斷層大致區分為南北兩段

### 北段

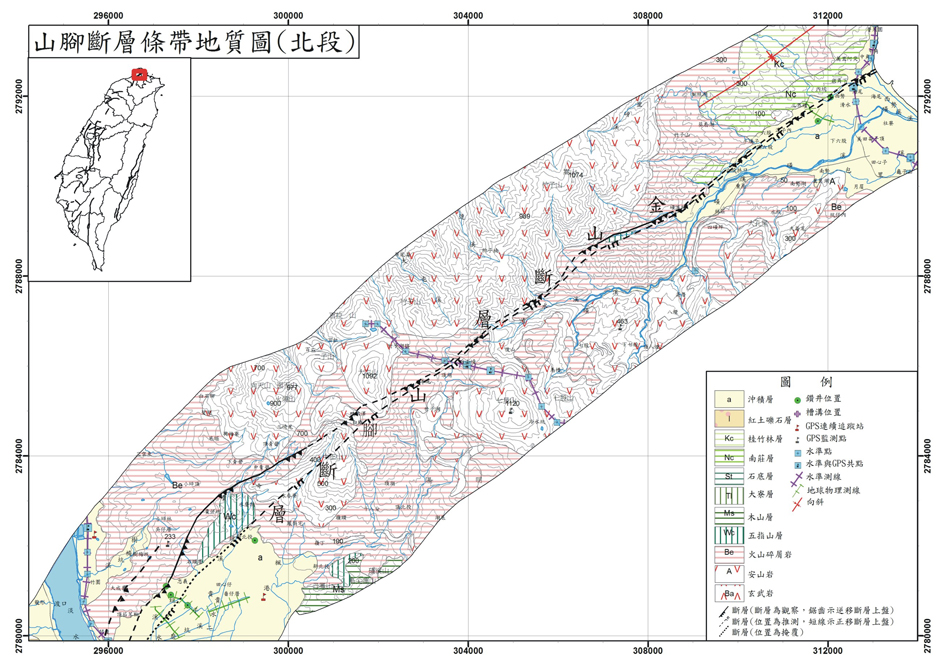
山腳斷層條帶地質圖（北段）

山腳斷層北段由新北投經大屯山竹子湖，沿南磺溪經擎天崗，再順著北磺溪至金山平原北側的斷層崖下方，進入東北海域。因斷層活動造成地質結構差異，斷層兩側之火山岩厚度有很大的差別，在北磺溪兩側岩盤垂直落差可達880公尺，北磺溪南側斷層上盤之火山岩厚度可達1500公尺，而北磺溪北側之斷層下盤的火山岩厚度僅數百公尺。山腳斷層北段之北側(下盤)岩層為中新世南莊層與桂竹林層，而斷層南側(上盤)之岩層乃漸新世五指山層，斷層兩側皆覆蓋更新世火山岩。
- 金山平原段

台大陳文山教授依7口深井鑽井岩心與E-GPS量測資料，就兩井間岩盤落差最大之位置，作為推估山腳斷層位置，研判金山平原北側的線型崖地形乃屬斷層崖。推斷出山腳斷層應位在LNB-1 井與LNB-2井之間，三界橋2號井北側與斷層崖之間，以及金山5號井北側與斷層崖之間。依金山6號井（400公尺）、金山7號井（376公尺）地質鑽探取樣，由淺至深大致可分四層，表層為潟湖相砂泥互層，耕作土壤與沖積礫石；第二層為沖積礫石層，屬大屯火山之安山岩；第三層為火山角礫岩、凝灰岩或集塊岩；第四層為五指山層之白色石英砂岩。
- 北磺溪段

山腳斷層大致沿著北磺溪溪谷分布，從金山平原的西端進入山區，再沿北磺溪段至擎天崗鞍部。全區岩層大都屬於更新世火山岩，中新世南莊層與桂竹林層僅出露在北磺溪的北岸流域。北磺溪南岸保存相當完整之火山地形，北岸則呈許多大型的地滑區與地滑岩盤產生的裂隙，此區段無法以出露地層精確標定斷層跡，僅依地形特性推測。
- 新北投至擎天崗段

擎天崗鞍部至新北投區段，地表斷層形跡非常不明顯，呈更新世火山岩，斷層兩側都有大規模的地滑區及岩層裂隙。此段受到正斷層上盤朝南的沉降作用，而岩層朝南地滑，使岩層產生裂隙。大屯山區正斷層構造不明顯，但以溫泉硫氣孔與熱液換質帶分布，東北向線型構造，顯示大屯山區仍持續受到正斷層的作用。

### 南段

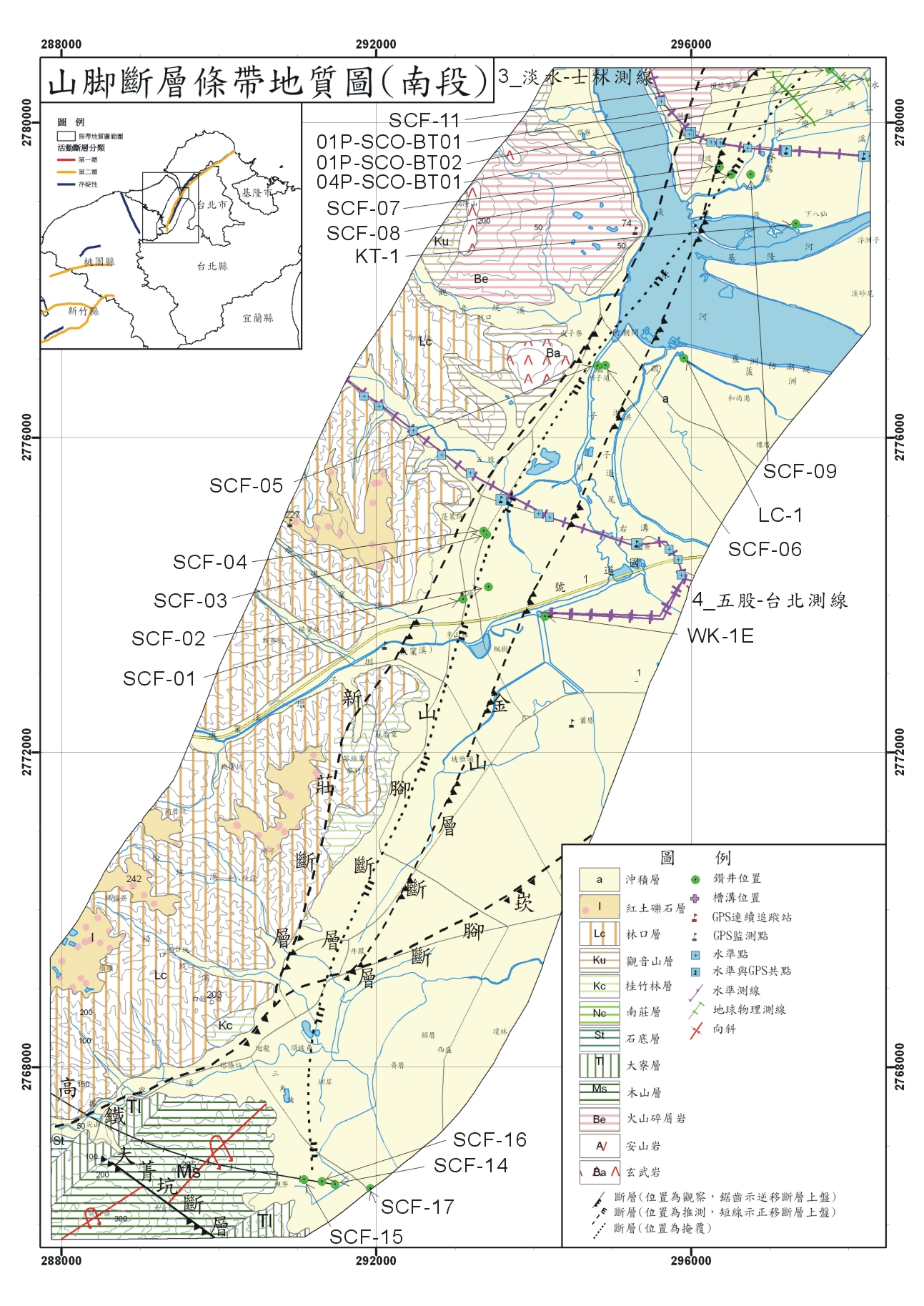
山腳斷層條帶地質圖（南段）

南段由新北市樹林區向北延伸至北投，長約13公里，為第四紀沖積層所掩覆。經鑽探發現山腳斷層跡距離林口台地東緣數百公尺以上，於台北盆地內山腳斷層兩側的基盤落差約有60至220公尺。
由金山－淡水間微震的震源機制分析此地區大部分為正移斷層(盲斷層)，並兼具正斷層和橫移斷層的性質，斷層的傾角超過62度，長約11公里，為第二類活動斷層。盆地面與西側之林口台地落差達到700m左右；盆地西北緣重力梯度大，有正斷層向下拖曳，斷層面向東南呈高角度傾斜。

## 斷層活動性

### 第二類活動斷層
2012年經濟部中央地質調查所調查後歸類為過去10萬至1萬年內曾經活動過的第二類活動斷層。 

### 南段伸張量較北段大
依據測量結果山腳斷層兩側未有明顯之水平位移速度變化，但斷層上盤仍有明顯的下陷趨勢。依GPS連續觀測站結果，台北地區主要為伸張應變，平均速度場約3.5 mm/年，平均方位角為 51度，山腳斷層南段伸張量較北段大。
| 山腳斷層主要特性 | 滑移特性 | 平行斷層水平速度變化 | 垂直斷層水平速度變化 | 垂直速度變化 |
| ---------------- | -------- | -------------------- | -------------------- | ------------ |
| 山腳斷層北段     | 正移     | 1.3±4.6(mm/年)       | 2.9±7.4(mm/年)       | -2.2(mm/年)  |
| 山腳斷層南段     | 正移     | 4.2±6.2(mm/年)       | 1.0±8.6(mm/年)       | -10.8(mm/年) |

## 可能的影響
依山腳斷層的結構，斷層面朝東南傾斜，淺層角度約60度而深層角度不明未知，延伸至大台北都會區下方，且斷層鄰近區域之人口密度達每平方公里30000人。山腳斷層假設一旦引發直下型地震，震波將衝擊上方都會區，常造成非常嚴重的災難。

### 山腳斷層500公尺內之中小學
1997年8月23日當時台灣省教育廳委託中央大學，研究結果顯示山腳斷層500公尺內新北市之中小學有
- 三和國小
- 成州國小
- 建國國小
- 五股國小
- 五股國中
- 德音國小
- 泰山國中
- 中角國小
- 義學國中
- 明志國小:  愛智樓出現地層下陷及裂縫，導致與其他校舍間有明顯高低差[17]。
- 丹鳳國小
- 丹鳳國中

### 桃園國際機場捷運土地開發案
桃園國際機場捷運土地開發案中，中港厝地區西北角可能有山腳斷層通過。利用機場捷運線沿線鑽井岩心資料，研究丹鳳地區山腳斷層之地下形貌，顯示山腳斷層約以北偏東40度走向穿越中山路三段(2013年10月更名為新北大道七段)與德安街交口西側附近，呈東南向約40至50度傾角隱沒至地下深處。

### 對台北盆地之效應
- 山腳斷層上盤出現下陷永久位移，而下盤明顯抬升。 [21]
- 因震波產生之破裂方向效應(Directivity effect)，能量將朝波向前方疊加，加上盆地效應，於台北盆地內之振幅將放大，震盪時間也延長。
- 山腳斷層上盤陷落，震波在垂直斷層走向分量(strike-normal)之振幅波形較大。
- 當震源於外海且震波由海域朝盆地傳播，盆地內西北側如五股蘆洲及關渡地區，地表加速度將會最大。
- 由於盆地共振加上能量聚焦，盆地西北側之振幅皆會比較大。
- 台北盆地中的低速物質，是造成地震波傳遞過程中被放大的重要因子。經為地動觀測台北市信義區的場址效應(site effect)，信義國小下方之松山層比鄰近之吳興國小深厚，使得測得之震波也被放大。[21]

## 外部連結
- 經濟部中央地質調查所 《山腳斷層-2萬5000分之一的活動斷層圖》
- （页面存档备份，存于）  林啟文; 張徽正; 盧詩丁; 石同生; 黃文正《臺灣活動斷層概論. 五十萬分之一臺灣活動斷層分布圖說明書=An Introduction To The Active Faults Of Taiwan[With Explanatory Text Of The Active Fault Map Of Taiwan, Scale 1:500,000》,經濟部中央地質調查所特刊2000年
- 林朝宗; 李錦發《從鑽井資料看台北斷層在台北盆地的位置及其活動性The Trace And Activity Of The Taipei Fault》地工技術Sino-Geotechnics第64期，1997 （页面存档备份，存于）
- 《山腳斷層位置》萬鼎工程、經濟部中央地質調查所  （页面存档备份，存于）